# Michelangelo Palloni
Michelangelo Palloni (1637 – Węgrów,  1712) olasz származású lengyel
barokk festő, III. János lengyel király udvari festője.

## Élete
Michelangelo Palloni Toszkánából származott. Kezdetben Firenzében és Rómában, majd Torinóban dolgozott. 1674-ben az arisztokrata Pac család révén a Lengyel–Litván Unióba került, és a Litván Nagyfejedelemség mecénásai támogatták, hogy templomokban freskókat készítsen.
1684-ben Varsóba költözött, Jan Dobrogost Krasiński szolgálatába állt, és a főúr palotáját díszítette a festményeivel. 1688-ban III. János király udvari festője lett. Az uralkodó kérésére a Wilanów-palotában dolgozott. A rydzynai kastélyban falfestményeket készített Leszczyńskiéknek. 1692-ben polikrómot festett a Szent István-székesegyház kápolnájában. Több más település templomában, kápolnájában is dolgozott, többek között Vilniusban, a Varsó melletti Bielanyban, Łowiczban. 
Élete utolsó éveit a Krasiński család szolgálatában töltötte Węgrówban, ahol freskókat festett a plébániatemplomban és a református templomban. 1712-ben halt meg Węgrówban, a helyi plébániatemplomban temették el.
Palloni munkássága nagy hatással volt a 17. század végi és 18. század eleji litván festészetre.

## Képgaléria

Michelangelo Palloni freskói.
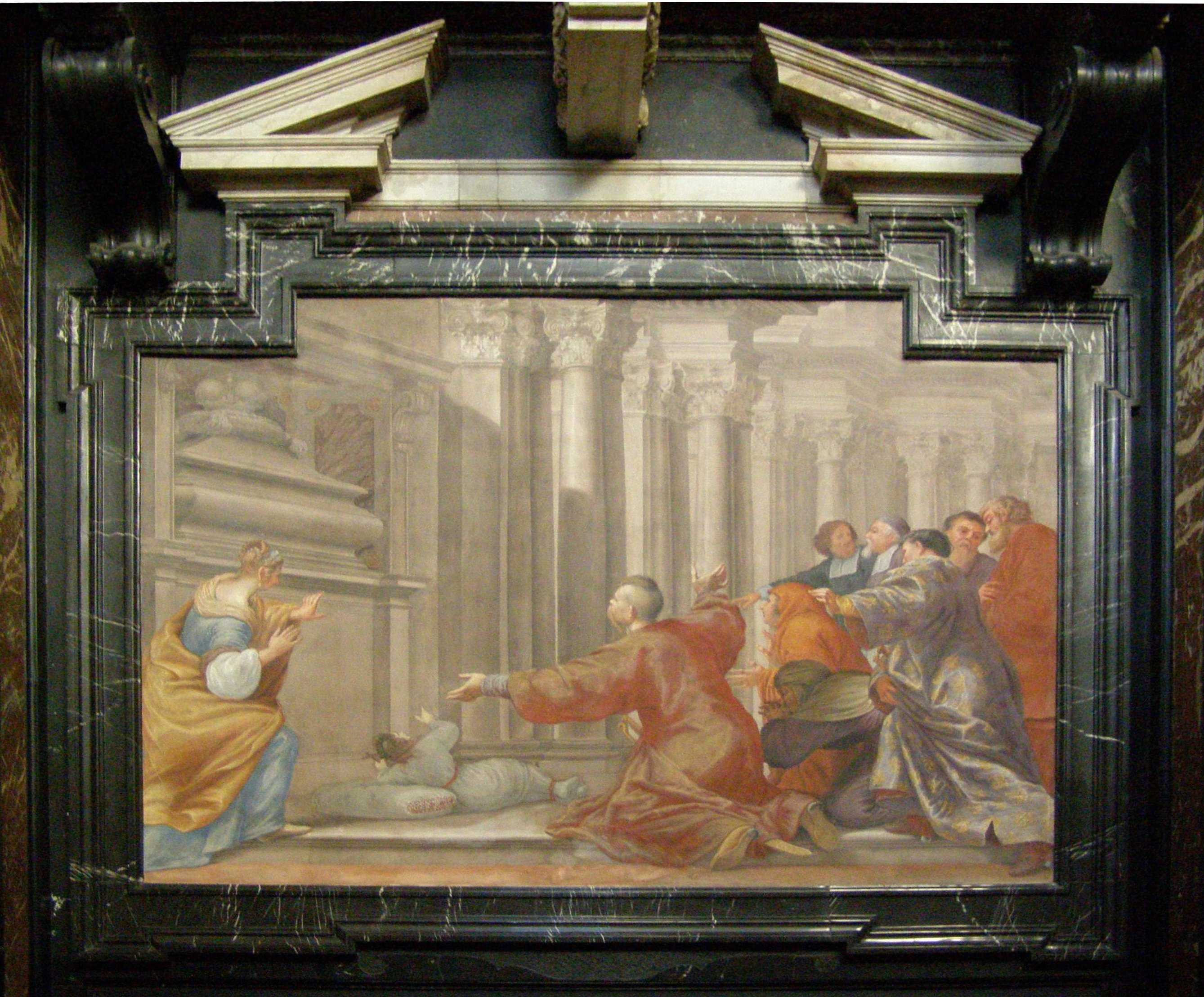
A Vilniusi székesegyházban: Ursula feltámadása
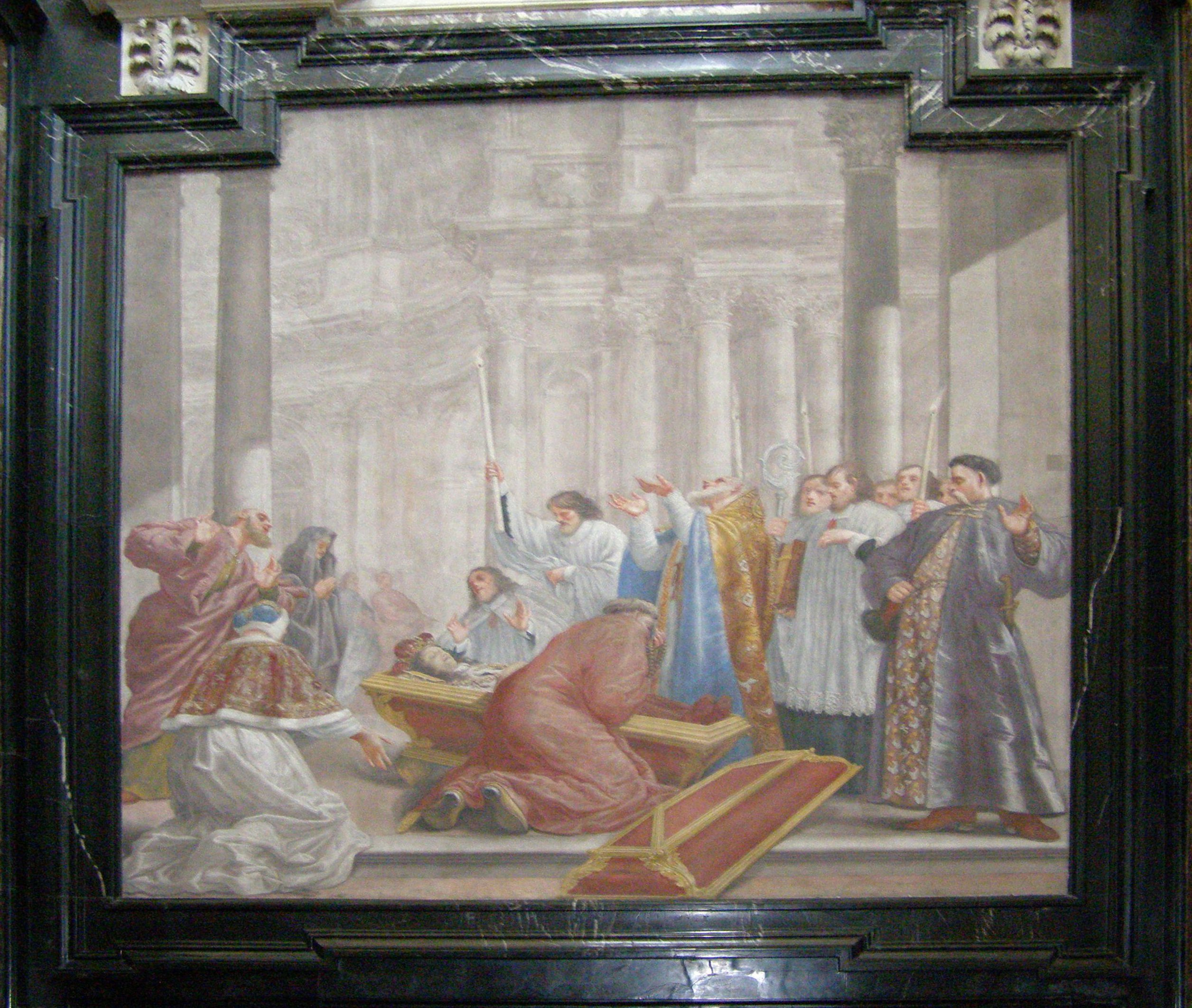
A Vilniusi székesegyházban: Szent Kázmér koporsójának felnyitása
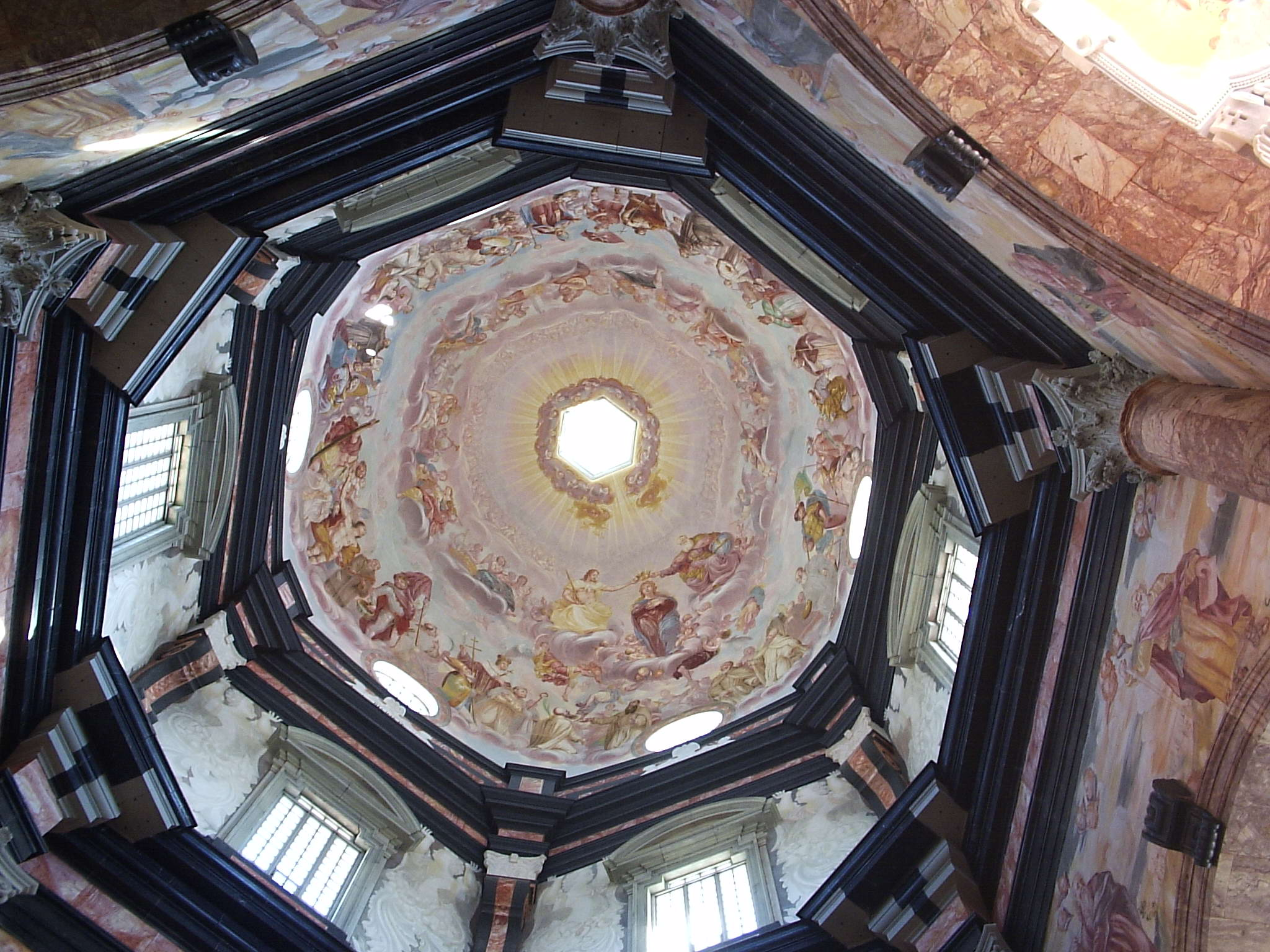
A Pažaislis kolostortemplomban (Kaunas)
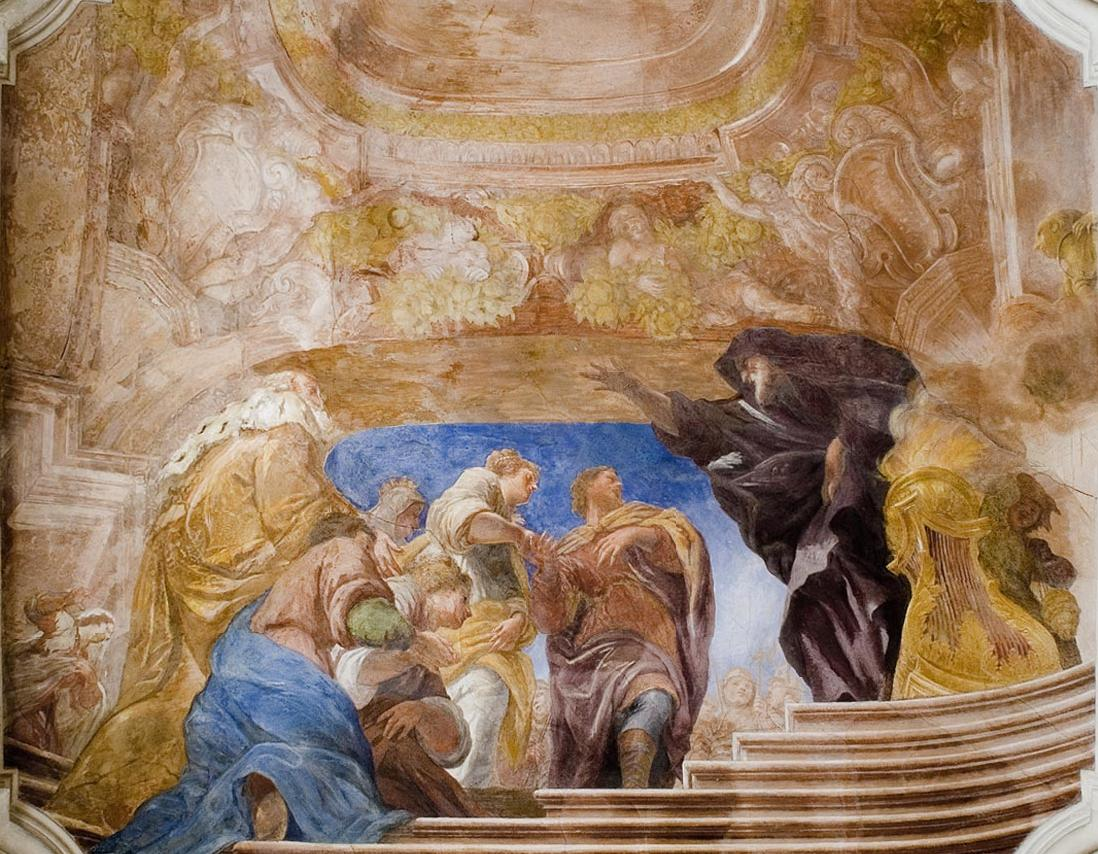
A Vilanova palotában I. (Pszükhé nővéreinek esküvője)
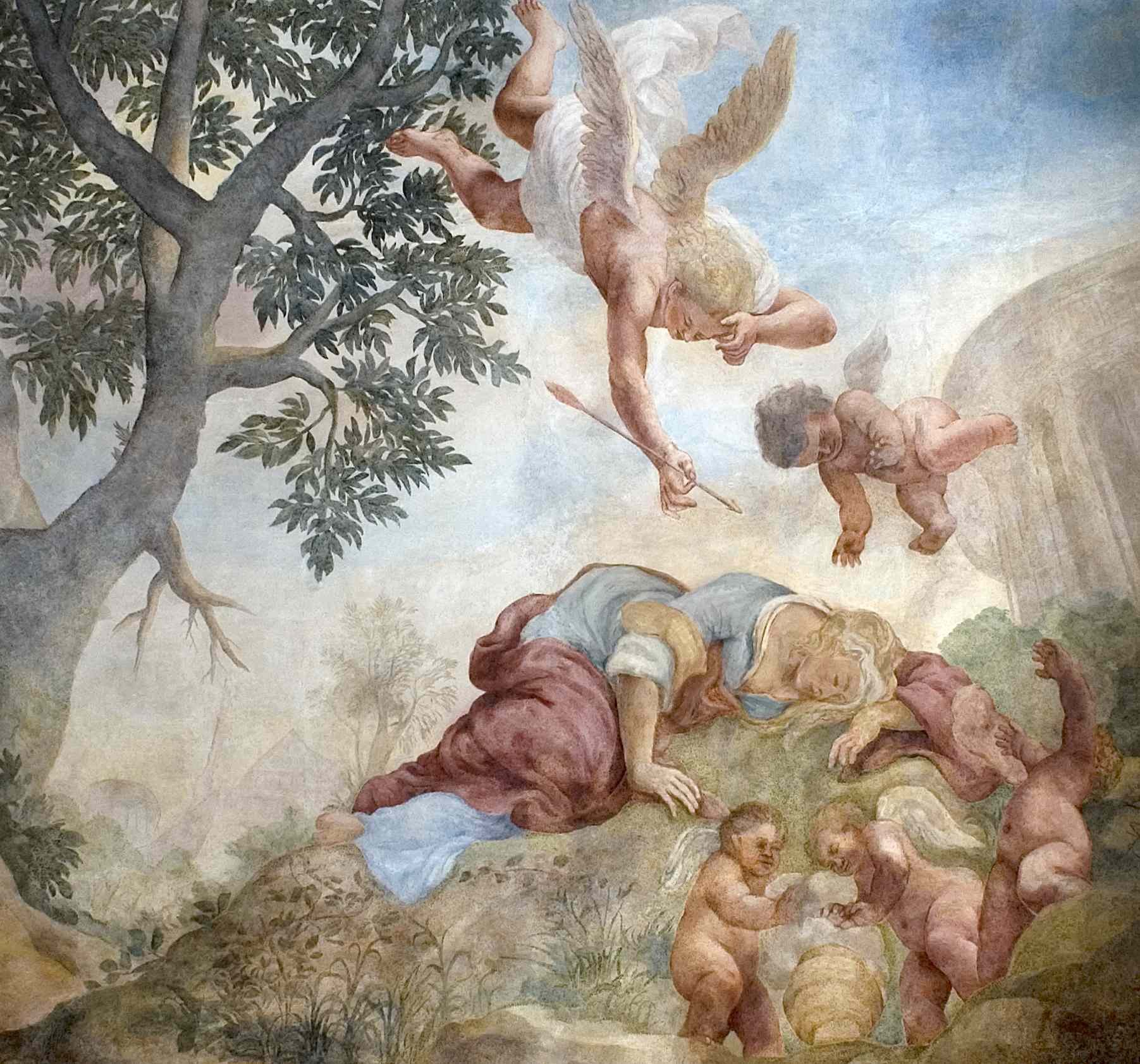
A Vilanova palotában II.
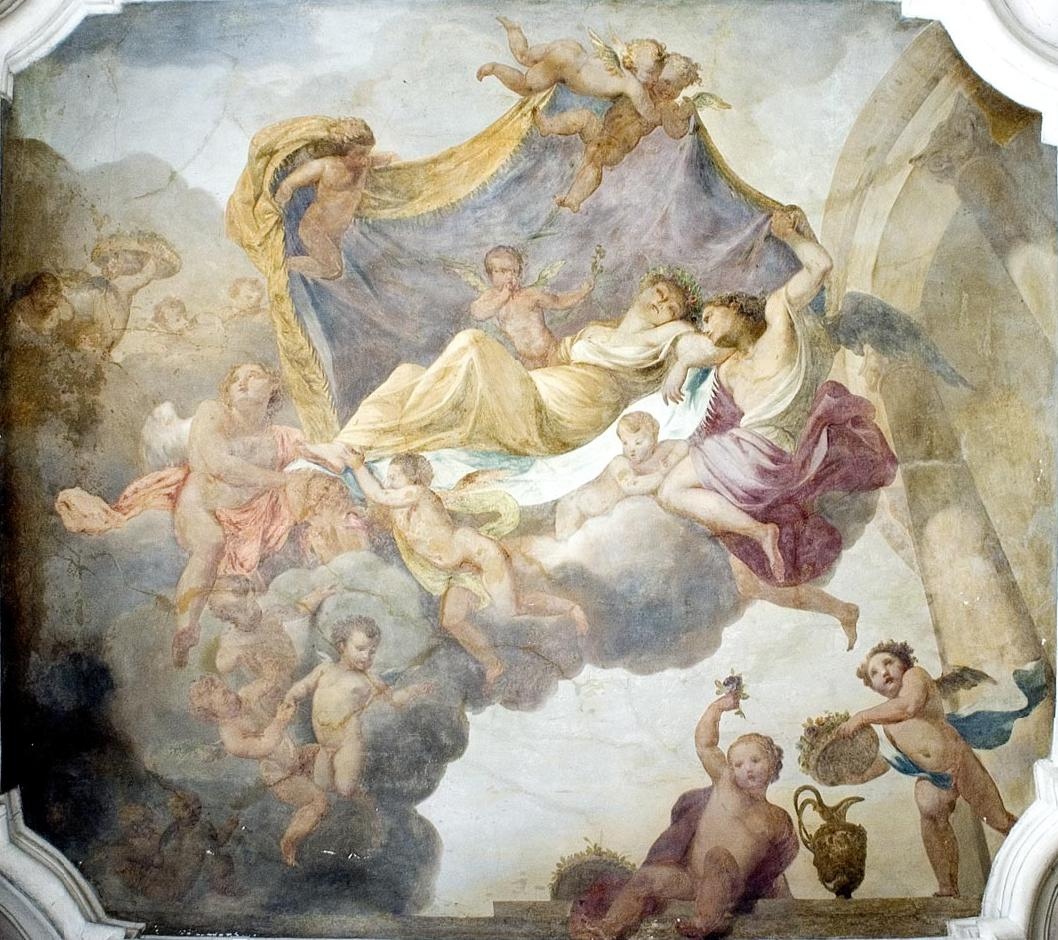
A Vilanova palotában III. (Pszükhé álma)

## Fordítás
- Ez a szócikk részben vagy egészben  a   Michelangelo Palloni című lengyel Wikipédia-szócikk ezen változatának fordításán alapul.  Az eredeti cikk szerkesztőit annak laptörténete sorolja fel. Ez a jelzés csupán a megfogalmazás eredetét és a szerzői jogokat jelzi, nem szolgál a cikkben szereplő információk forrásmegjelöléseként.